# Pesurungan Lor
Pesurungan Lor is een bestuurslaag in het regentschap Tegal van de provincie Midden-Java, Indonesië. Pesurungan Lor telt 4818 inwoners (volkstelling 2010).